# Ménoire
Ménoire település Franciaországban, Corrèze megyében. Lakosainak száma 136 fő (2022. január 1.). Ménoire Albussac, Beynat, Chenailler-Mascheix, Lostanges, Neuville, Le Pescher és Saint-Hilaire-Taurieux községekkel határos.

## Népesség
A település népességének változása:
| Lakosok száma | 114  | 87   | 85   | 79   | 102  | 110  | 118  | 130  | 133  | 136  |
|               | 1968 | 1982 | 1990 | 2006 | 2013 | 2015 | 2017 | 2019 | 2020 | 2022 |